# ویلکا ویش (استان پومرانی)
ویلکا ویش (استان پومرانی) (به لاتین: Wielka Wieś) یک روستا در لهستان است که در گمینا گوووچتسه واقع شده‌است. ویلکا ویش ۴۶۰ نفر جمعیت دارد.